# Колпачок для спиц

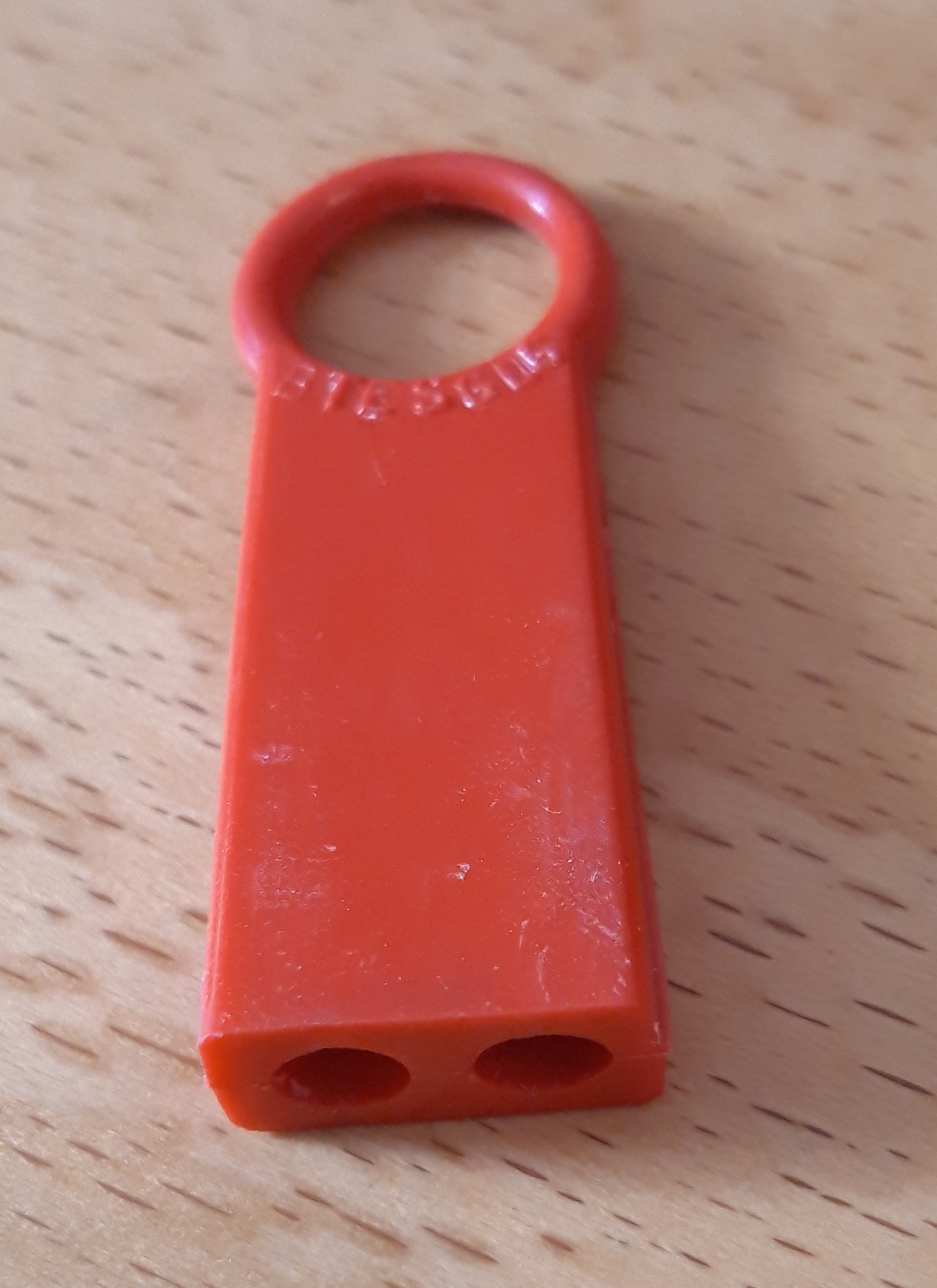
Колпачок на две иглы

Колпачок для вязальной спицы , наконечник -  чехол, надеваемый на кончик вязальной спицы, которая используется для вязания, когда спица не используется.

## Использование
Колпачок предотвращает соскальзывание петель с концов спиц.

## История
До того, как прямые спицы стали иметь колпачок на одном конце, для предотвращения соскальзывания петель использовались пары «защитных приспособлений для игл», сделанных из дерева или пробки и соединенных пружиной или кожаной полосой. 

## Виды
Есть колпачки для спиц как на одну, так и на две спицы. Те, что сделаны для одной спицы, похожи на ластики, которые крепятся к концам карандашей. Те, что на две иглы, широкие и плоские с двумя отверстиями.
Современный дизайн предполагает самые разные виды наконечников: руки, конусы, единороги и т.д.

## внешняя ссылка
- Патент на колпачок для спиц